# Claudio Leon Broutin
C. León Broutin o Claudio León Broutin (1859-1926) es un maestro de esgrima francés, emigrado a España, autor de un tratado de esgrima, referencia en el siglo XXI.

## Biografía
C. León o Claudio León Broutin (sus verdaderos nombres : Emmanuel Claude Joseph) nació en Metz, en 1859. Es el hijo de Manuel Jose Broutin (1826-1883 San Sebastián), maestro de armas y de Maria-Luisa (Marie-Louise) Pasquier, modista. Es el hermano del coleccionista y maestro de esgrima Aquiles Broutin (1860-1918 San Sebastián).
Dejó a la Francia con su familia a fines de 1863, en consecuencia de un duelo que tuvo su padre Manuel Jose con un pariente del Emperador Napoleón III.
Discípulo de su padre, tomó su sucesión en su sala de armas de Madrid y escribió El Arte de la Esgrima con una carta prólogo del Marqués de Alta Villa, publicado en 1893. Fue maestro de esgrima de la Academia del Estado Mayor del Ejército de Tierra, del Círculo de la Real Academia de Bellas Artes de San Fernando y miembro correspondiente del Academia de las Armas de París.
Después de la caída del Segundo Imperio en 1870, volvió pasar cada invierno a París con su familia y pudo participar en asaltos de esgrima.
Fue casado con Luciana Santurde y Arraiz (Burgos 1855- ¿?) y murió sin descendencia en Madrid en 1926.